# William Shaw
William N. Shaw (Ciudad de México, 20 de octubre de 1971) es un empresario mexicano radicado en Colombia. Fundador de las controvertidas aerolíneas Viva Air  y Ultra air, actualmente enfrenta cargos penales y administrativos por presunta estafa.

## Biografía
William Shaw nació en Ciudad de México en 1974; en 1998 se radicó en Colombia y se graduó en 2003 como administrador de empresas del Colegio de Estudios Superiores de Administración (Cesa). Posteriormente realizó una maestría  en Stanford Graduate of Business en Estados Unidos. Recientemente lanzó un libro bajo el sello editorial Sin Fronteras llamado "De cero al cielo" donde narra su incursión en el mundo de las aerolíneas y da consejos financieros, administrativos y personales a emprendedores y empresarios.

## Carrera Profesional
Su carrera en el mundo de la aviación inició en 1993 como agente de Check-in para la aerolínea British Airways, en la cual, comenzó a ascender de cargos, hasta que en 1998 llegó a Colombia como gerente de negocios de la misma.
En 2008 William Shaw fundó la primera aerolínea Low Cost de Colombia, Viva Air Colombia y llevó su modelo a Argentina, Nigeria y República Dominicana. Viva Air Colombia comenzó sus operaciones en el año 2012 en el Aeropuerto Internacional José María Córdova, de Rionegro. Luego de que Viva fuera vendida en 2016, cofundó Viva Air Perú. A mediados de junio del mismo año, la Universidad San Ignacio de Loyola  le otorga el premio ‘Emprendedor Latinoamericano’.
En el año 2019 se convierte en el CEO de Interjet en México, mejorando los resultados operacionales de la aerolínea en un 87%.
A mediados de julio del 2020, fundó una nueva aerolínea Low Cost, Ultra Air, con base de operaciones en el aeropuerto José María Córdova, de Rionegro, que  tuvo su primer vuelo a finales de febrero de 2022 y cesó operaciones el 30 de marzo de 2023 en circunstancias aún sin esclarecer. 
De acuerdo con el Fiscal General de la Nación, Francisco Barbosa, en abril de 2023, William Shaw y David Bojanini podrían enfrentar una posible condena de hasta 12 años de prisión si son considerados culpables del delito de estafa. Bojanini, en calidad de presidente de la junta directiva, y Shaw, como fundador y CEO de Ultra.
Según la Revista semana se estima que alrededor de 300 mil viajeros adquirieron boletos aéreos cuando presuntamente la aerolínea ya tenía conocimiento de que estaba próxima a cerrar, promoviendo la venta de boletos hasta el último día. Como resultado, estos pasajeros se vieron envueltos en un engaño masivo al encontrarse con la aerolínea cerrada y sus viajes pagados sin destino alguno.
El fiscal Barbosa también ha asegurado que este acto de estafa no quedará sin castigo, y tanto los responsables como los directivos de la compañía deberán enfrentar cargos judiciales por dicho delito.